# Война между каморрой и мафией
Война между каморрой и мафией — гангстерский конфликт в Нью-Йорке, который продолжался с 1915 по 1917 годы. Участниками войны были, с одной стороны бруклинские банды выходцев из Неаполя и окружающего региона Кампания, называемые каморрой; с другой стороны сицилийская мафия из Манхэттена. Борьба за контроль над преступным бизнесом Нью-Йорка началась после убийства Джозуэ Галлуччи, «Короля Маленькой Италии» (англ. King of Little Italy), и его сына 17 мая 1915 года. Последовавшие в 1918 году судебные процессы полностью разрушили нью-йоркскую каморру. Это положило конец влиянию каморры в Нью-Йорке и привело к власти американскую мафию.

## Участники
Одной из противоборствующих сторон была сицилийская мафия Нью-Йорка, представленная в первую очередь гарлемскими группировками Джузеппе Морелло и Сальваторе «Тото» Д'Аквила и бруклинскими бандами Манфреди Минео и Кола Широ, последняя в основном состояла из уроженцев Кастелламмаре-дель-Гольфо. Семья Морелло, которую до 1909 года возглавлял Джузеппе Морелло, а затем его сводные братья — Винченцо, Чиро и Николас Терранова. Винченцо и Никола иногда использовали фамилию своего старшего сводного брата Джузеппе, хотя по документам они были Терранова. Семья Морелло и её союзники контролировали Гарлем и большую часть северного Манхэттена, являясь частью традиционной сицилийской мафии.
Семье Морелло и её союзниками противостояла нью-йоркская каморра, которая в первой половине 1910-х годов была значительной силой преступного мира Бруклина. В отличие от мафии, каморра набирала новобранцев из иммигрантов из итальянского Неаполя и Кампании. Неаполитанцы были наиболее сильны в Бруклине, где действовали группировка Пеллегрино Морано, босса Кони-Айленда, и банда с Нави-стрит во главе с Леопольдо Лауритано и Алессандро Воллеро, обе группы были тесно связаны с лидером американской каморры Андреа Риччи из Филадельфии. Но и на Манхэттене позиции неаполитанцев были сильны. Так, в Гарлеме, одном из районов Манхэттена, уже давно обитал неаполитанец Джозуэ Галлуччи, эмигрировавший из Неаполя ещё в 1891 году. В полицейских записях он фигурировал как «мэр Маленькой Италии» (англ. The Mayor of Little Italy), на которого работали как неаполитанские, так и сицилийские уличные банды. Используя свой имидж и богатство, Галлуччи очень активно участвовал в политических кампаниях и смог добиться большого влияния, что дало ему иммунитет от правоохранительных органов.

## Предпосылки конфликта
Как и во многих гангстерских конфликтах, война мафии и каморры началась из-за жадности — обе стороны хотели контролировать весь Манхэттен. Мафия и каморра давно вели борьбу за контроль над наркоторговлей, азартными играми, поставками продуктов питания и других товаров, а также за основными коммунальными услугами.

## Начало войны
Начало войне положила совместная акция мафии и каморры. 17 мая 1915 года были убиты Джозуэ Галлуччи и его сын. Убийство совместно осуществили сицилийцы и неаполитанцы. Последние таким образом рассчитывали отомстить за убийство неаполитанских гангстеров Аньело Приско и Амадио Буономо, племянника Пеллегрино Морано. Но в основном организаторами убийства «мэра Маленькой Италии» двигало желание взять под контроль бизнес-империю Галлуччи. Так, семья Морелло завладела игровыми предприятиями Галлуччи, в частности «итальянской лотереей».
Следующей целью Морелло стал Джозеф Демарко, который управлял рестораном и несколькими игорными заведениями на Малберри-стрит в Нижнем Манхэттене, центральной улицы Маленькой Италии. Ранее Демарко был союзником семьи Морелло, но затем поссорился с ней, организовав неудачное покушение на Николаса Морелло. После того как Демарко пережил две попытки убийства и сам безуспешно пытался, семья Морелло решила обратиться за помощью к бандам с Нави-стрит и Кони-Айленда.
24 июня 1916 года Морелло встретился с лидерами банд с Нави-стрит и Кони-Айленд. Поводом для встречи было расширение игорного бизнеса мафии и каморры в Нью-Йорке. На встрече Ник Морелло и его коллега Стив Ласаль предложили убить Демарко, главного конкурента обеих группировок. Неаполитанцы согласились, и Лауритано, босс Нави-стрит, назначил встречу в своём бруклинском кафе, чтобы спланировать убийство.
Три недели спустя Ник Морелло и его соратники Стив Ласаль, Чиро «Король артишоков» Терранова и Джузеппе Вериццано, встретились с членами бруклинской банды в кафе Лауритано. Главная проблема в организации нападения на Демарко состояла в том, что он знал всех членов семьи Мореллосо и не позволил бы им приблизиться к нему. Тем не менее, Вериццано был близким другом Демарко; поэтому ему было поручено установить ловушку. План состоял в том, чтобы Вериццано переправил киллера с Нави-стрит в одно из игровых заведений Демарко и указал бы убийце на жертву.

## Убийство Демарко
Первая попытка убить Демарко потерпела неудачу, так как киллер с Нави-стрит Джон Фетто опоздал в игровой зал; к этому моменту Демарко ушёл. Планируя вторую попытку, заговорщики выяснили, что друг Демарко, Джо «Чак» Надзаро, будет сопровождать Демарко в тот день. Чтобы увеличить свои шансы на успех, к делу решили привлечь ещё одного человека, им стал Джон Эспозито. В тот же день Эспозито и Фетто направились в салон на улице Элизабет, чтобы дождаться сигнала от Вериццано. Около пяти часов Вериццано прибыл в салон и уведомил боевиков о том, что Демарко прибыл в игровой зал. После этого Вериццано и оба киллера покинули салон и направились ко входу в игровой зал.
Вериццано, Эспозито и Фетто расположились у входа в игровой зал Демарко. Ник Сасси, сотрудник Демарко, связанный с бандой с Нави-стрит, провёл всех троих мимо швейцара в зал. Убийцы прошли в заднюю комнату, где проходили карточные игры. В задней комнате Демарко, Чарльз Ломбарди, другие гангстеры и многочисленные зрители наблюдали за игрой. Чтобы определить цель для Эспозито и Фетто, Вериццано сел напротив Демарко. За пределами комнаты Сасси и Рокко Валенте с Нави-стрит стояли на страже, чтобы убедиться, что у всех участников убийства есть путь к спасению.
Внезапно Эспозито вытащил пистолет и выстрелил в Ломбарди, смертельно его ранив; нервный боевик неверно истолковал сигналы Вериццано и подумал, что пора стрелять, перепутав Ломбарди с Демарко. Действуя быстро, Вериццано удалось убить самого Демарко. Затем боевики с Наив-стрит через окно выбрались из комнаты на Оливер-стрит и благополучно сбежали. В тот вечер Ник и Винсент Морелло, Ласаль, Терранова и Вериццано отправились в штаб-квартиру банды с Нави-стрит. Они подтвердили Лауритано, что Джо Демарко действительно мёртв и передали ему $ 50 (эквивалентно $ 1151 в 2018 году), чтобы передать их его боевикам.

## Убийство Ника Морелло
Со смертью Джо Демарко мафия и каморра смогли расширить свой игорный бизнес в Нижнем Манхэттене. Поскольку обе стороны тяготились союзом, стремясь установить монополию на азартные игры в этом районе, была подготовлена почва для конфликта. Первым действовать начал Морано, к нему присоединился Аллесандро Воллеро, хотевший отомстить за убийство в 1914 году неаполитанского гангстера Никола Дель Гаудио, в котором по его мнению были замешаны Морелло. Неаполитанцы считали, что могут захватить контроль над Гарлемом, если смогут уничтожить банду Морелло. Они разработали план, в котором они попытались бы заманить все руководство Морелло в Бруклин и устроить им засаду. В Филадельфии состоялась встреча Воллеро с боссом каморры Риччи по поводу удара по Морелло и получения полного контроля над Манхэттеном. Обсудив это, обе стороны договорились о союзе. Был разработан план, с целью заманить лидеров семьи Морелло на встречу в Бруклине, устроить засаду и убить их.
7 сентября 1916 года Ник Морелло и его Юджин Убриако отправились в центр города, чтобы встретиться с Лауритано и Морано. Как только они прибыли, Ральф Даниэлло подал им напитки. Через некоторое время прибыл Том Пагано, чтобы отвезти Морелло и Убриако в кофейню поблизости, где ждали. По пути они попали в засаду. Ник Морелло был застрелен Пагано, а Убриако — Томасом Карилло и Лефти Эспозито. Когда прибыла полиция, они обыскали тело Морелло; найдя сберегательную книжку NY Produce Exchange Bank, Harlem, с балансом $ 1865 (что эквивалентно $42 941 доллару в 2018 году). Позже полиция попросила Чиро Терранову опознать тело брата. Полиция арестовала Воллеро, но была вынуждена освободить его 19 дней спустя за отсутствием улик.

## Продолжение войны
Джузеппе Веррацано, связанный с семьёй Морелло, хотел открыть ещё один игорный дом; это не понравилось банде с Нави-стрит, которая решила его убить. Веррацано, заметив в кафе Лоренцо Ликкари из банды Кони-Айленда, попытался убить гангстера, но был вынужден бежать.
5 октября 1916 года Андреа Риччи сдался полиции для допроса, это должно было предоставить ему алиби на события, которые должны были произойти на следующий день. 6 октября Альфонсо Сгроя и Майк Нотаро расстреляли Веррацано в итальянском ресторане в Occidental Hotel на Брум-стрит.
13 октября 1916 года был найден мёртвым Сальваторе Демарко, брат убитого Джозефа Демарко. Газеты утверждали, что он собирался рассказать полиции всё, что знал об убийцах своего брата и о последних расстрелах, и это стало причиной его насильственной смерти.
Каморра вынашивала различные планы уничтожить останки руководства семьи Морелло, но ни один из них не был воплощён в жизнь, однако четыре члена банды Морелло были убиты каморристами в Филадельфии. Поскольку неаполитанцы не смогли убить новых лидеров семьи Морелло, они, пытаясь подорвать финансовую мощь конкурентов, решили перехватить у Чиро Терранова контроль над поставками в Нью-Йорк артишоков. Помимо артишоков, каморра также попыталась установить свою монополию и на поставки других товаров, в том числе, угля и льда. После ряда убийств и покушений, банде с Нави-стрит на короткое время удалось завладеть бизнесом Морелло.
8 ноября 1916 года был убит Джордж Эспозито, телохранитель неаполитанца Гаэтано Дель Гаудио, владельца игорных заведений в Восточном Гарлеме. Позднее в том же месяце, 30 ноября, был ранен выстрелом из дробовика и сам Гаэтано Дель Гаудио. Он был доставлен во Flower Hospital, где и скончался. 16 марта 1917 года в Йонкерсе был застрелен друг Демарко  Джозеф «Чак» Надзаро, которого видели разговаривающим с членами банды Морелло.

## Начало распада банды с Нави-стрит
Решающую роль в победе мафии сыграли правоохранительные органы Нью-Йорка. Неаполитанцы не боялись полицейских расследований, потому что взяли на содержание многих полицейских, а омерта, как казалось, должна была гарантировать молчание членов банды. Но омерта не остановила Ральфа «Парикмахера» Даниэлло, который в мае 1917 года стал информатором полиции и свидетельствовал против каморристов, что привело к многочисленным обвинениям и обвинительным актам в их адрес. Всё началось с того, что Даниэлло предстал перед судом по обвинению в грабеже и похищении. Добившись временного освобождения, бежал в Рино со своей новой подругой. В конечном итоге полиция выследила Даниелло и вернула его в Бруклин. Когда против Даниэлло были выдвинуты обвинения в убийстве, воровство и лжесвидетельстве он начал рассказывать полиции всё, что он знал о каморре и недавних убийствах. 27 ноября Даниэлло был привлечен к суду вместе с Джоном Эспозито, Аллесандро Воллеро, Альфонсо Сгроей и другими членами банды с Нави-стрит, арестованными по признанию Ральфа. Так, было положено начало распаду банды с Нави-стрит и прекращению долгой вражды между каморрой и мафией. Последовавшие за этим судебные процессы 1918 года полностью уничтожили банду Воллеро-Лауритано. Это был конец каморры в Нью-Йорке, к власти пришла мафия.

## Суды
Рокко Валенти был арестован за участие в убийстве Демарко и Ломбарди. Проведя в тюрьме десять месяцев, он вышел на свободу в ноябре 1918 года. В марте 1919 года он предстал перед судом для дачи показаний против Чарльза Джордано. Алессандро Воллеро был осуждён за убийство первой степени по делу Николаса Морелло и Чарльза Убриако. Ральф Даниэлло дал показания против Воллеро и заявил, что банда заплатила деньги детективу по имени Майкл Меалли, который был понижен в звании и переведён в патрульную службу.
После этого 18 февраля судья Каппер заболел, в результате чего было объявлено новое судебное разбирательство. Приговор Воллеро был пересмотрён 4 марта и его приговорили к пожизненному заключению в тюрьме «Синг-Синг». Пеллегрино Морано, лидер банды Кони-Айленда, был признан виновным в убийстве второй степени и приговорён к 20 годам заключения в «Синг-Синге». Альфонсо «Мясник» Сгроя, член банды с Нави-стрит, 17 июня 1918 года был приговорён к 12 годам в Даннеморе за убийство Ника Морелло. Сгроя дал показания против своих соратников, за что ему снизили срок и приговорили к депортации в Италию. Правосудие на этом не остановилось.
В июне 1918 года Джон Эспозито и Антонио Нотаро были приговорены к 6-10 годам тюрьмы за участие в убийстве. В том же месяце Чиро Терранова был осуждён за соучастие в убийстве Демарко и Ломбарди. Джонни Эспозито, убийца Ломбарди, дал показания против Террановы, но как только было доказано, что они входили в одну банду, Чиро был оправдан, так как законодательство штата Нью-Йорк требовало подтверждения показаний данных соучастниками от сторонних свидетелей. Приговор Ральфа Даниэлло был приостановлен из-за показаний, которые он дал в суде. В конце концов он получил пять лет  лишения свободы. После освобождения в 1925 году он был найден застреленным возле Метачена (штат Нью-Джерси).
Фрэнк Феврола был признан виновным судьёй Томпкинсом в убийство «Чака» Надзаро в 1917 году и приговорён к смертной казни в «Синг-Синге», свидетелем по делу выступала его жена Тесси. Однако защита подала ходатайство о повторном рассмотрении дела Февролы. Все предыдущие показания были отозваны его женой, заявившей, что полиция угрожала ей и подкупала её для дачи показаний. Повторному судебному разбирательству противодействовало издевательство над Тесси Феврола. Томпкинс был против повторного судебного разбирательства. 29 мая 1923 года адвокат Томас О'Нил предпринял последнюю попытку спасти Февролу. За семь часов до казни было решено провести повторное судебное разбирательство. В результате смертный приговор Февроле был в конечном итоге заменён.
Аньелло Парретти повезло, все обвинения против него в отношении смерти Надзаро были сняты. Он был освобожден из «Синг-Синга» в 1923 году. Антонио Парретти был приговорён к смертной казни в «Синг-Синге» за участие в убийстве Ника Морелло. Первоначально Парретти бежал в Италию, чтобы избежать ареста. Он вернулся в Нью-Йорк в марте 1926 года, полагая, что большинство свидетелей не будут давать показания против него. В итоге, Парретти был осуждён за убийство первой степени, несмотря на свидетелей, которые «внезапно обнаружили удивительную нехватку памяти» — отвечая «я не могу вспомнить» на все заданные им вопросы. В связи с его казней, меры безопасность были усилены. Парретти оказывал давление на политиков с целью получить помилование, но безуспешно. Он был казнён на электрическом стуле 17 февраля 1927 года в возрасте 35 лет. Одним из его последних посетителей был будущий босс мафии Вито Дженовезе.

## Активные участники войны
Мафия
- Винченцо Терранова[англ.] — старший из братьев Терранова, возглавил семью Морелло после ареста её главы.
- Чиро Терранова[англ.] — средний из братьев, смог избежать наказания за соучастие в убийстве Демарко и Ломбарди.
- Николас Морелло[англ.] (настоящая фамилия Терранова) — младший из братьев, убит каморристами в 1916 году.
- Юджин Убриако — помощник Ника Морелло, убит вместе с ним в 1916 году.
- Джузеппе Веррацано — убит.

Каморра
- Пеллегрино Морано — босс Кони-Айленда, приговорён за убийство Ника Морелло и Убриако к 20 годам тюрьмы.
- Алессандро Воллеро — босс Нави-стрит, приговорён за убийство Ника Морелло и Убриако к пожизненному заключению.
- Леопольдо Лауритано — второй босс банды с Нави-стрит, в 1918 году приговорён к 21 году лишения свободы за непредумышленное убийство, условно освобождён через 7,5 лет.
- Ральф Даниэлло — стал информатором полиции, благодаря его показаниям удалось осудить такие крупные фигуры как Воллеро, Лауритано и Морано.
- Альфонсо «Мясник» Сгроя[англ.] — приговорён к 12 годам за соучастие в убийстве Ника Морелло, позже дал показания против Тони Парретти и Февролы, за что был вознаграждён снижением срока и депортацией в Италию.
- Фрэнк Феврола — приговорён к смертной казни за убийство Чака Надзаро, приговор заменён на пожизненное заключение.
- Антонио «Тони Сапожник» Парретти[англ.] — казнён за соучастие в убийстве Ника Морелло и Убриако.
- Аньелло Парретти — брат Тони Парретти, был приговорён к казни за участие в убийстве Чака Надзаро, но позже обвинения сняты, освобождён.
- Рокко Валенти — арестован за участие в убийстве Демарко и Ломбарди, вышел на свободу через десять месяцев.
- Антонио Нотаро — приговорён к тюремному заключению за участие в убийстве.
- Джонни Эспозито — приговорён к тюремному заключению за участие в убийстве.